# Kearney (Missouri)
Kearney is een plaats (city) in de Amerikaanse staat Missouri, en valt bestuurlijk gezien onder Clay County.

## Demografie
Bij de volkstelling in 2000 werd het aantal inwoners vastgesteld op 5472.
In 2006 is het aantal inwoners door het United States Census Bureau geschat op 7891, een stijging van 2419 (44,2%).

## Geografie
Volgens het United States Census Bureau beslaat de plaats een oppervlakte van
17,0 km², geheel bestaande uit land. Kearney ligt op ongeveer 253 m boven zeeniveau.

## Plaatsen in de nabije omgeving
De onderstaande figuur toont nabijgelegen plaatsen in een straal van 16 km rond Kearney.

## Geboren
- Jesse James (5 september 1847), legendarisch persoon uit het Wilde Westen